# خط عرض 19° جنوب
خط عرض 19° جنوب هي إحدى دوائر العرض الجغرافية، وهي دوائر وهمية تحيط بالكرة الأرضية، وموازية لخط الاستواء، وتتميز هذه الدائرة بأن الأراضي الواقعة عليها تنتمي للمنطقة المدارية الحارة.

## حول العالم
خط عرض 19° جنوب يبدأ من خط الزوال الأولي ويتجه شرقا ويمر عبر:
| الإحداثيات                           | البلد أو الإقليم أو البحر | ملاحظات |
| ------------------------------------ | ------------------------- | --- |
| 19°0′S 0°0′E / 19.000°S 0.000°E      | المحيط الأطلسي            | |
| 19°0′S 12°28′E / 19.000°S 12.467°E   | ناميبيا                   | |
| 19°0′S 21°0′E / 19.000°S 21.000°E    | بوتسوانا                  | |
| 19°0′S 25°59′E / 19.000°S 25.983°E   | زيمبابوي                  | |
| 19°0′S 32°42′E / 19.000°S 32.700°E   | موزمبيق                   | |
| 19°0′S 35°51′E / 19.000°S 35.850°E   | المحيط الهندي             | قناة موزمبيق |
| 19°0′S 44°14′E / 19.000°S 44.233°E   | مدغشقر                    | مرورا بجنوب أنتاناناريفو |
| 19°0′S 49°5′E / 19.000°S 49.083°E    | المحيط الهندي             | |
| 19°0′S 121°33′E / 19.000°S 121.550°E | أستراليا                  | أستراليا الغربية إقليم شمالي (أستراليا) كوينزلاند |
| 19°0′S 146°22′E / 19.000°S 146.367°E | بحر المرجان               | Passing between Rattlesnake Island وAcheron Island، كوينزلاند, أستراليا · مرورا بشمال Marion Reef in أستراليا's جزر بحر المرجان · مرورا بشمال the Chesterfield Islands, كاليدونيا الجديدة                                     |
| 19°0′S 169°17′E / 19.000°S 169.283°E | فانواتو                   | Southernmost tip of Erromango island |
| 19°0′S 169°17′E / 19.000°S 169.283°E | المحيط الهادئ             | |
| 19°0′S 178°10′E / 19.000°S 178.167°E | فيجي                      | كادافو island |
| 19°0′S 178°29′E / 19.000°S 178.483°E | المحيط الهادئ             | مرورا بشمال Matuku Island, فيجي |
| 19°0′S 179°52′W / 19.000°S 179.867°W | فيجي                      | Totoya island |
| 19°0′S 179°51′W / 19.000°S 179.850°W | المحيط الهادئ             | مرورا بجنوب Kabara island, فيجي · مرورا بشمال Fulaga island, فيجي · مرورا بجنوب Late island, تونغا |
| 19°0′S 169°55′W / 19.000°S 169.917°W | نييوي                     | |
| 19°0′S 169°48′W / 19.000°S 169.800°W | المحيط الهادئ             | مرورا بجنوب أيتوتاكي island, جزر كوك · مرورا بشمال Manuae atoll, جزر كوك · مرورا بجنوب Nengonengo atoll, تاهيتي · مرورا بشمال Manuhangi atoll, تاهيتي · مرورا بشمال Paraoa atoll, تاهيتي · مرورا بجنوب Vahitahi atoll, تاهيتي |
| 19°0′S 70°19′W / 19.000°S 70.317°W   | تشيلي                     | |
| 19°0′S 68°54′W / 19.000°S 68.900°W   | بوليفيا                   | مرورا بشمال سوكري |
| 19°0′S 57°42′W / 19.000°S 57.700°W   | البرازيل                  | ماتو غروسو دو سول غوياس ميناس جرايس إسبيريتو سانتو (البرازيل) |
| 19°0′S 39°44′W / 19.000°S 39.733°W   | المحيط الأطلسي            | |